# Belizár (keresztnév)
A Belizár bizonytalan eredetű férfinév, egy 6. századi bizánci hadvezér nevéből származik. Talán az akkád, talán babilóniai eredetű bibliai Belshazzar, Bélsaccar nevekből származik, a név jelentése: Bél/Bál, védd meg a királyt” .

## Gyakorisága
Az 1990-es években szórványosan fordult elő, a 2000-es években nem szerepel a 100 leggyakoribb férfinév között.

## Névnapok
- december 17.[2]

## Híres Belizárok
- Flavius Belisarius (505–565), I. Justinianus hadvezére